# Grup de Girona
El Grup de Girona fou una productora cinematogràfica, fundada l'any 1969 pel director de cinema Jordi Lladó i Ferrer.

## Història
L'any 1969, el director de cinema Jordi Lladó i Ferrer, després d'haver rodat uns primers curts i un llargmetratge, configurà l'anomenat Grup de Girona, un col·lectiu amb l'objectiu de fer cinema a la ciutat de Girona. D'aquest grup en sortiren dos curtmetratges: És ben difícil de matar el petit monstre que tots portem a dintre i Un laberinto. Tocats per un estil que ell mateix qualificà de "neorealisme negre", se'l conegué com a "L'Antonioni del cinema gironí".
El curt És ben difícil de matar el petit monstre que tots portem a dintre, que inicialment portà com a títol Sinfonía en gris, fou rodat l'any 1969. Fou realitzat en 16 mm, en blanc i negre, i amb una duració de 12 minuts. Es tracta d'una història extremadament simbòlica, duta a terme amb una enginyosa habilitat surrealista i amb un rerefons poètic en les imatges i en l'ambient. Es basà en una idea de Jordi Soler i Joan Boladeras, amb argument de Pius Pujades. Lladó s'encarregà de l'adaptació, la direcció i el muntatge. Foren ajudants de direcció, Octavi Malagelada i Joan Boladeras. Maria Àngels Bancells va fer de continuista i també col·laborà en el muntatge. A càmera hi hagué Jaume Peracaula. L'empresa Actini s'ocupà de la fotografia fixa. La música fou composta i interpretada per Maria Rosa Gratacós, i Jordi Piferrer actuà com a assessor musical. El curt rebé diversos guardons prestigiosos, com ara el 1er Premi de Curtmetratges del I Festival Internacional de Cinema en 16 mm de Sant Sebastià i el 1er Premi d'Honor del Trofeu Antoni Varés, de Girona.
El curt Un laberinto, fou rodat l'any 1970. Fou realitzat en 35 mm, en color i en blanc i negre, i amb una duració d'uns 17 minuts. La realització la portà a terme el Grup de Girona per a Produccions Cinematogràfiques Teide, de Barcelona. El curt es basà en un argument de Pius Pujades. Comptà amb les actuacions de l'artista Carles Vivó, Anna Donato i Fàtima Cortada. Lladó s'encarregà del guió i la direcció. S'ocupà de la direcció de fotografia, Ricard Albiñana. Joan Boladeras actuà com a ajudant de direcció. Maria Àngels Bancells va fer de continuista i Raúl Román treballà en el muntatge. L'empresa Actini s'ocupà de la fotografia fixa. Josep Clara fou el cap de producció. Es treballà amb el laboratori Cinematiraje Riera, i també amb La Voz de España en el doblatge, ambdós de Barcelona. Aquest curtmetratge suposà, pel Grup, el pas del cinema amateur al cinema professional.
El Grup de Girona planejà dur a terme un llargmetratge, l'adaptació de la peça teatral La tercera palabra, d'Alejandro Casona. Malgrat s'arribaren a fer unes primeres gestions, la idea quedà simplement en projecte. Així doncs, el Grup de Girona estigué actiu només durant la realització d'aquests dos curts.